# Беннінгтон (Нью-Йорк)
Беннінгтон (англ. Bennington) — місто (англ. town) в США, в окрузі Вайомінг штату Нью-Йорк. Населення — 3235 осіб (2020).

## Демографія
Згідно з переписом 2010 року, у місті мешкало 3359 осіб у 1301 домогосподарстві у складі 982 родин. Було 1425 помешкань
Расовий склад населення:
| - 99,1 % — білих - 0,2 % — азіатів - 0,1 % — корінних американців |

До двох чи більше рас належало 0,3 %. Частка іспаномовних становила 0,8 % від усіх жителів.
За віковим діапазоном населення розподілялося таким чином: 19,6 % — особи молодші 18 років, 64,6 % — особи у віці 18—64 років, 15,8 % — особи у віці 65 років та старші. Медіана віку мешканця становила 45,6 року. На 100 осіб жіночої статі у місті припадало 107,0 чоловіків;  на 100 жінок у віці від 18 років та старших — 108,7 чоловіків також старших 18 років.
Середній дохід на одне домашнє господарство  становив 72 404 долари США (медіана — 65 192), а середній дохід на одну сім'ю — 82 256 доларів (медіана — 74 375). Медіана доходів становила 46 801 долар для чоловіків та 36 048 доларів для жінок. За межею бідності перебувало 4,2 % осіб, у тому числі 1,6 % дітей у віці до 18 років та 8,8 % осіб у віці 65 років та старших.
Цивільне працевлаштоване населення становило 1687 осіб. Основні галузі зайнятості: освіта, охорона здоров'я та соціальна допомога — 20,5 %, роздрібна торгівля — 13,5 %, виробництво — 13,1 %.